# Kit grbavec
Kit grbavec (znanstveno ime Megaptera novaeangliae) je vrsta kita iz družine brazdastih kitov, razširjena po vseh svetovnih oceanih. Gre za enega večjih vosatih kitov, ki zraste do 16 m v dolžino, pri čemer so samice v povprečju nekoliko večje od samcev. Vrsto je enostavno prepoznati po zelo dolgih prsnih plavutih z grčami na sprednjem robu in razmeroma ozkem gobcu, prav tako poraslem z grčastimi izrastki. Po zgornji površini telesa so črne barve, po trebuhu pa se osebki razlikujejo po odtenku sive, ki lahko sega od zelo svetle do skoraj črne.

## Vedenje
Prehranjuje se v glavnem s krilom, ki ga filtrira z vosmi, te izraščajo iz 270–400 ploščic na vsaki strani zgornje čeljusti. Na južni polobli je glavni plen antarktični kril, drugje pa lovi tudi jate manjših rib. V ta namen imajo kiti grbavci razvit obširen repertoar taktik lova, najbolj raznolik med vsemi vosatimi kiti. Najbolj so znani po posebni taktiki ustvarjanja »mreže« iz mehurčkov, pri kateri žival ali več živali koordinirano izpihuje mehurčke okoli jate, nato pa se en osebek požene po sredini navzgor in zajame celo jato v usta. Pri zganjanju plena si pomagajo tudi z velikimi plavutmi.
Znani so tudi po izredno dolgem in zapletenem oglašanju; »pojejo« le samci, včasih po več dni skupaj, kar naj bi privabljalo samice. Melodija je tipična za določeno populacijo. Stalnih socialnih vezi sicer ne tvorijo in se pojavljajo v manjših skupinah le priložnostno. Pozornost zbujajo tudi s pogostim poganjanjem iz vode in tleskanjem s plavutmi po gladini, zaradi česar so priljubljeni za opazovanje, vendar vloga tega vedenja še ni razjasnjena.

## Razširjenost in ogroženost
Običajno se zadržujejo v plitvi vodi ob obalah ali nad oceanskimi policami; v toplem delu leta jih najdemo na večjih zemljepisnih dolžinah, tudi okrog obeh tečajnikov, kjer je bogat ulov, pozimi pa se odselijo po več tisoč kilometrov daleč v tropska morja, kjer se parijo. V Sredozemsko morje zaidejo le redko. Od februarja do aprila 2009 se je kit grbavec zadrževal v vodah pred Piranom, kar je bil prvi dokumentirani podatek o tej vrsti v slovenskih vodah, drugi v Jadranskem morju in 14. v Sredozemlju.
Kite grbavce so ljudje s kitolovom v prvi polovici 20. stoletja skoraj iztrebili, takrat je po oceni živelo le še nekaj tisoč osebkov. Do leta 1966 pa so bile sprejete prepovedi komercialnega lova v vseh oceanih, nakar se je populacija povečala na preko 80.000 odraslih in zdaj ne velja več za ogroženo. Naravnih sovražnikov sicer skoraj nimajo, le občasno naj bi mladiče napadale orke.